# Vinica
Vinica é um município da Eslováquia, situado no distrito de Veľký Krtíš, na região de Banská Bystrica. Tem 30,76 km² de área e sua população em 2018 foi estimada em 1.778 habitantes.

## Demografia
| Ano:        | 1994 | 2004   | 2014   | 2024   |
| ----------- | ---- | ------ | ------ | ------ |
| Broj ljudi: | 1976 | 1927   | 1826   | 1748   |
| Razlika:    |      | -2,47% | -5,24% | -4,27% |

| Ano:               | 2023 | 2024   |
| ------------------ | ---- | ------ |
| Número de pessoas: | 1759 | 1748   |
| Diferença:         |      | -0,62% |